# 伊馬薩區
5°09′36″S 78°17′20″W / 5.16000°S 78.28889°W
伊馬薩區（西班牙語：Distrito de Imaza），是秘魯的一個區，位於該國北部亞馬遜大區的巴瓜省，始建於1984年5月25日，面積4,535平方公里，2005年人口21,409，人口密度每平方公里4.7人。